# Samantha Murray (tennisster)
Samantha Dawn Murray (Stockport, 9 oktober 1987) is een tennisspeelster uit het Verenigd Koninkrijk. Murray begon op vijfjarige leeftijd met tennis. Haar favoriete ondergrond is hardcourt. Zij speelt rechtshandig en heeft een tweehandige backhand. Zij is actief in het internationale tennis sinds 2004.

## Loopbaan
In 2005 won Murray haar eerste ITF-titel, op het dubbelspeltoernooi van Quartu Sant'Elena (Italië), aan de zijde van de Nederlandse Kika Hogendoorn. Tot op heden(augustus 2022) bezit zij vier ITF-titels in het enkelspel en 26 in het dubbelspel.
In 2013 speelde zij haar eerste grandslampartij op Wimbledon.
In de tweede helft van 2014 en in 2015 speelde zij in het geheel niet.
In juli 2019 trouwde zij met de Indiase tennisser Divij Sharan.
In november 2021 kwam zij binnen op de top 150 van het dubbelspel, in mei 2022 op de top 100.

## Posities op deWTA-ranglijst
Positie per einde seizoen:
| jaar | rang enkelspel | rang dubbelspel |
| ---- | -------------- | --------------- |
| 2005 | 1233           | –               |
| 2006 | 885            | –               |
|      |                |                 |
| 2011 | 447            | 285             |
| 2012 | 283            | 264             |
| 2013 | 199            | 156             |
| 2014 | 465            | 567             |
|      |                |                 |
| 2016 | 575            | 502             |
| 2017 | 453            | 294             |
| 2018 | 557            | 304             |
| 2019 | 221            | 202             |
| 2020 | 195            | 169             |
| 2021 | 278            | 133             |

## Resultaten grandslamtoernooien
| Legenda | Legenda                          |
| ------- | -------------------------------- |
| g.t.    | geen toernooi gehouden           |
| l.c.    | lagere categorie                 |
| –       | niet deelgenomen                 |
| G       | uitgeschakeld in de groepsfase   |
| 1R      | uitgeschakeld in de eerste ronde |
| 2R      | uitgeschakeld in de tweede ronde |
| 3R      | uitgeschakeld in de derde ronde  |
| 4R      | uitgeschakeld in de vierde ronde |
| KF      | uitgeschakeld in de kwartfinale  |
| HF      | uitgeschakeld in de halve finale |
| F       | de finale verloren               |
| W       | het toernooi gewonnen            |
| w-v     | winst/verlies-balans             |

### Enkelspel
| toernooi        | 2013 | 2014 |    | 2021 |
| --------------- | ---- | ---- | -- | ---- |
| Australian Open | –    | –    | –  |      |
| Roland Garros   | –    | –    | –  |      |
| Wimbledon       | 1R   | 1R   | 1R |      |
| US Open         | –    | –    | –  |      |

### Vrouwendubbelspel
| toernooi        | 2013 |    | 2021 | 2022 |
| --------------- | ---- | -- | ---- | ---- |
| Australian Open | –    | –  | –    |      |
| Roland Garros   | –    | –  | 2R   |      |
| Wimbledon       | 1R   | 1R | 1R   |      |
| US Open         | –    | –  |      |      |

## Palmares

### Gewonnen ITF-toernooien enkelspel
| nr. | finale     | toernooi      | dotatie | ondergrond    | tegenstandster in finale | score         |
| --- | ---------- | ------------- | ------- | ------------- | ------------------------ | ------------- |
| 1.  | 2012-10-21 | Glasgow       | $25.000 | hardcourt (i) | Alison Van Uytvanck      | 6-3, 2-6, 6-3 |
| 2.  | 2017-10-28 | Wirral        | $15.000 | hardcourt (i) | Eden Silva               | 6-2, 6-2      |
| 3.  | 2019-08-11 | Chiswick      | $25.000 | hardcourt     | Lesley Kerkhove          | 6-4, 6-4      |
| 4.  | 2020-03-08 | Potchefstroom | $25.000 | hardcourt     | Marina Melnikova         | 2-6, 6-2, 6-4 |